# Непізнані плаваючі об'єкти
Неви́значені підво́дні об'є́кти (англ. Unidentified Submerged Objects)) — сприйняття предметів чи світіння в гідросфері Землі з рідкою водою, походження яких залишається невідомим навіть після вивчення фахівцями всіх доступних свідоцтв про них. Термін «НПО» був введений за аналогією з терміном «НЛО» — таким же явищем, але яке спостерігається в атмосфері чи в космосі.
Прикладом може бути світлина «біжучого по воді прибульця»